# Monte Somma
Monte Somma – grzbiet górski na terenie Włoch, na Półwyspie Apenińskim, nad Zatoką Neapolitańską. Jest częścią kompleksu wulkanicznego zwanego Somma–Wezuwiusz i stanowi jego północny stok, leżący na terenie kilku gmin metropolitalnych Neapolu. 

## Ewolucja wulkaniczna i tektoniczna
Pierwsze dowody aktywności wulkanicznej w rejonie Monte Sommy to lawa i osady piroklastyczne odkryte w osadach pochodzenia morskiego podczas wierceń na głębokość ok. 1350 m.
Osady morskie datowane są na podstawie nanoplanktonu na okres między 500000 a 100000 lat temu i na tej podstawie ocenia się również wiek osadów wulkanicznych, ponieważ nie istnieje bezpośrednia metoda ich datowania. Osady te zostały następnie pokryte przez jedne z najbardziej charakterystycznych osadów regionu, ignimbryt kampański, który powstał w wyniku erupcji superwulkanu Campi Flegrei ok. 39 tys. lat temu. 
Proces powstawania wulkanu Monte Somma, na który składały się kolejne wylewy lawy, osady z erupcji i żużel, trwał do ok. 25 tys. lat temu, kiedy to seria erupcji pliniańskich i subpliniańskich, przeplatanych krótszymi lub dłuższymi okresami spoczynku, spowodowała zapadnięcie się struktury. 
Zdarzenia te to erupcja Pomici di Codola (25 000 lat temu), erupcja Pomici di Base lub di Sarno (18 000 lat temu), erupcja Pomici Verdoline (15 500 lat temu), erupcja Pomici del Lagno Amendolare (11.000 lat temu), erupcja Mercato lub Pomici Gemelle (8 000 lat temu), erupcja Avellino (3800 lat temu) i erupcja Wezuwiusza z 79 n.e., która zniszczyła rzymskie miasta Pompeje, Herkulanum, Oplontis i Stabie.

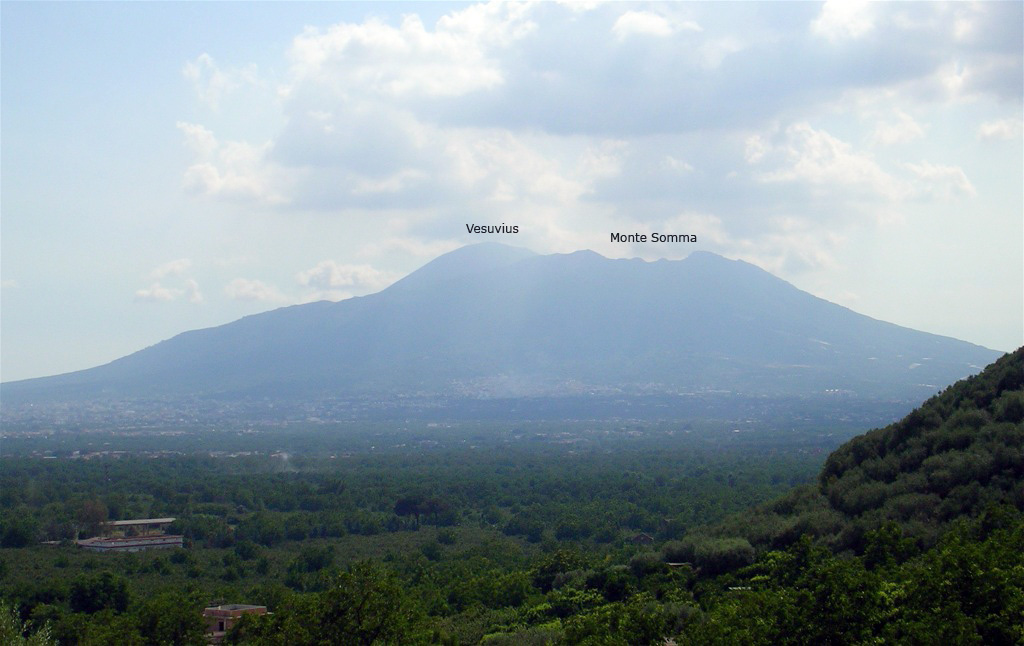
Kompleks wulkaniczny Somma-Wezuwiusz.

## Morfologia
Pierwotnie szczyt Monte Sommy miał przypuszczalnie ok. 2000 m n.p.m. Jego zapadnięcie pozostawiło elipsoidalne zapadlisko, kalderę, rozciągającą na kierunku wschód–zachód, której oś główna mierzy 4,9 km, a oś mała 3,4 km, a maksymalna wysokość wynosi 1132 m n.p.m. Krawędź kaldery, która przetrwała kolejne fazy destrukcji spowodowane erupcjami pliniańskimi, jest dobrze widoczna tylko w północnej części.
Obszar oddzielający Monte Sommę od Wezuwiusza nosi nazwę Valle del Gigante (Dolina Giganta) i dzieli się na dwie części: Atrio del Cavallo na południu i Valle dell'Inferno na północy. Stożek Wezuwiusza powstał wewnątrz kaldery po erupcji pliniańskiej z 79 r. n.e. i uzyskał swoją obecną postać w ciągu ostatnich 2000 lat aktywności. Przesuwając się z zachodu na wschód, wyróżniamy w grzbiecie Monte Sommy kilka charakterystycznych punktów tzw. cognoli:
- Cognolo di Trocchia (961 m n.p.m.)
- Cognolo di Sant'Anastasia (1.086 m n.p.m.)
- Punta del Nasone (1.132 m n.p.m.)
- Cognolo di Ottaviano (1.112 m n.p.m.)

## Interesujące miejsca

### Punta del Nasone

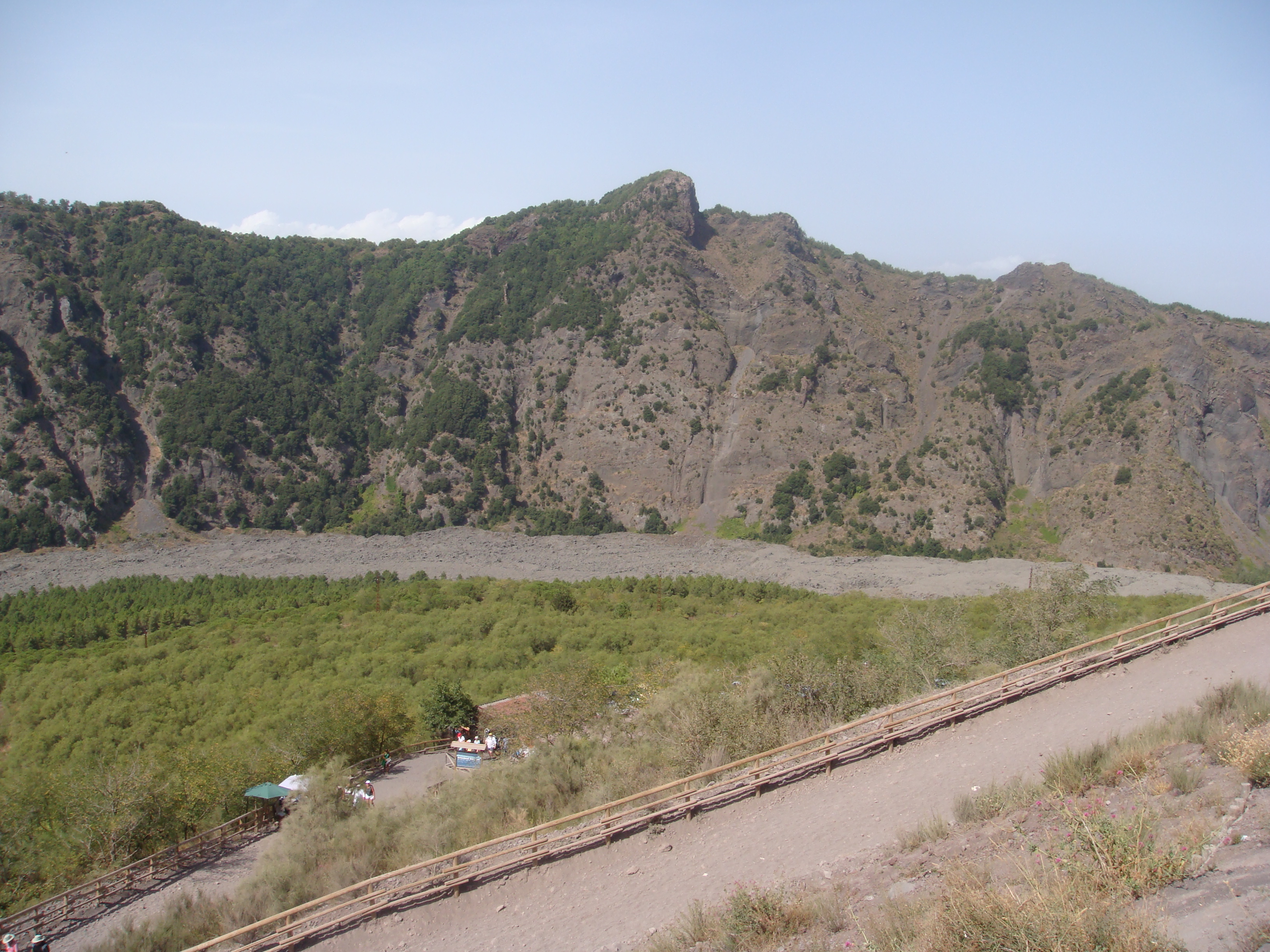
Valle del Gigante ze strumieniem lawy z 1944 r. i Punta del Nasone

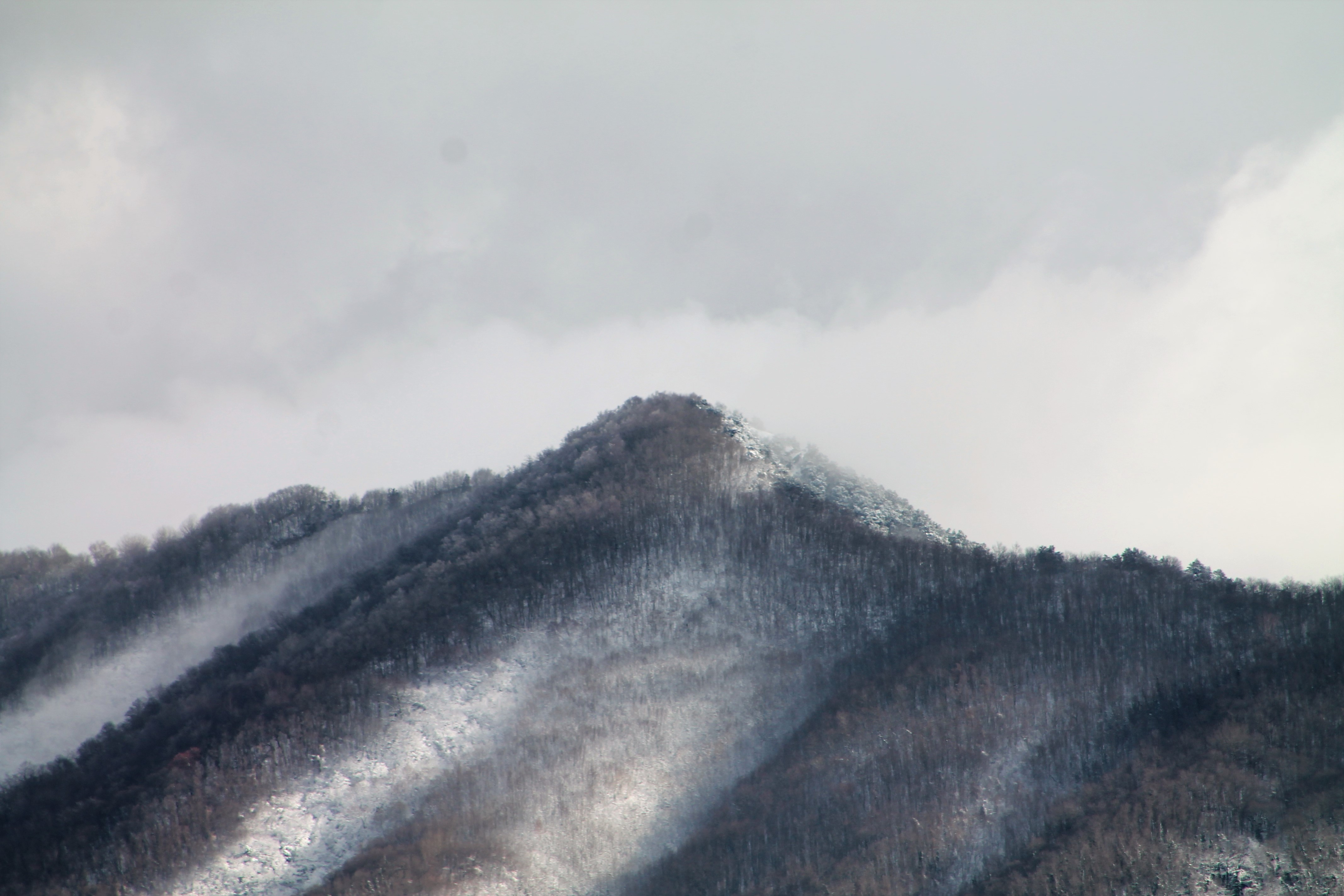
Fragment Monte Sommy pokrytej śniegiem z cognolo di Santa Anastasia na pierwszym planie (styczeń 2017).

Charakterystycznym punktem grzbietu Monte Sommy jest jej najwyższe wzniesienie, które ma wysokość 1.132 m n.p.m., zwane Punta del Nasone (czubek nosa) ze względu na podobieństwo do nosa wystającego z widocznej z profilu twarzy, leżącej pod szczytem. Podobieństwo to jest doskonale widoczne ze szczytu Wezuwiusza. Wąwóz między Wezuwiuszem a Monte Somma nazywa się Valle del Gigante właśnie dlatego, że dominuje nad nią profil leżącego olbrzyma z charakterystycznym dużym nosem.

### Strumień lawy z 1944 r.
Widowiskowy strumień lawy przecina zbocze góry, opadające w kierunku miejscowości San Sebastiano al Vesuvio i częściowo w kierunku Massa di Somma. Wędrując szlakiem turystycznym nr 9 wg numeracji Parku Narodowego Wezuwiusza, można przejść przez ten zastygły strumień.

### L'Olivella
Źródła l'Olivella (Le sorgenti dell’Olivella) są położone na wysokości ok. 330 m n.p.m. na północnym stoku Monte Sommy, na terenie gminy Sant’Anastasia, między Vallone del Piano i Vallone del Sacramento. Są wyjątkiem na tym obszarze ze względu na wyjątkowo przepuszczalny charakter skał wulkanicznych powodujący, że wody opadowe docierają bezpośrednio do warstw wodonośnych bez tworzenia źrodeł. Górny i dolny wypływ źródła Olivella jest zwieńczony kamiennymi łukami, będącymi częścią rurociągu, którym książę Ferdynand I Parmeński chciał sprowadzić wodę do Neapolu.